# 1,2,3-trinitrobenzene
Il 1,2,3-trinitrobenzene è un nitrocomposto aromatico derivato dal benzene in cui tre atomi di idrogeno, occupanti le posizioni 1, 2 e 3 sull'anello, sono stati sostituiti con altrettanti nitrogruppi -NO2.
Presenta una reattività insolitamente elevata nella sostituzione nucleofila del gruppo 2-nitro con anilina rispetto all'1,2,4-trinitrobenzene. Ciò è attribuito all'ingombro sterico associato all'affollamento di 3 gruppi nitro e alla deviazione associata dal piano dell'anello e al loro accoppiamento più debole con l'anello